# Oldroyd Island
Oldroyd Island ist eine kleine Insel vor der Ingrid-Christensen-Küste des ostantarktischen Prinzessin-Elisabeth-Lands. Sie liegt 300 m nordwestlich von Magnetic Island jenseits der Vestfoldberge
Norwegische Kartographen kartierten ihn anhand von Luftaufnahmen der Lars-Christensen-Expedition 1936/37. Teilnehmer einer von 1957 bis 1958 durchgeführten Kampagne der Australian National Antarctic Research Expeditions nahmen eine neuerliche Kartierung vor. Das Antarctic Names Committee of Australia benannte sie nach Keith C. Oldroyd, Wetterbeobachter auf der Davis-Station im Jahr 1960.